# نیکون کولپیکس ۵۴۰۰
نیکون کولپیکس ۵۴۰۰ (به انگلیسی: Nikon Coolpix 5400) یک دوربین عکاسی کامپکت ساخت شرکت نیکون است.